# Schistophragma polystachya
Schistophragma polystachya är en grobladsväxtart som först beskrevs av Townshend Stith Brandegee, och fick sitt nu gällande namn av Billie Lee Turner. Schistophragma polystachya ingår i släktet Schistophragma och familjen grobladsväxter. Inga underarter finns listade i Catalogue of Life.